# Fort Sumner
Fort Sumner – wieś w Stanach Zjednoczonych, w stanie Nowy Meksyk, siedziba administracyjna hrabstwa De Baca.